# Přehřívač páry

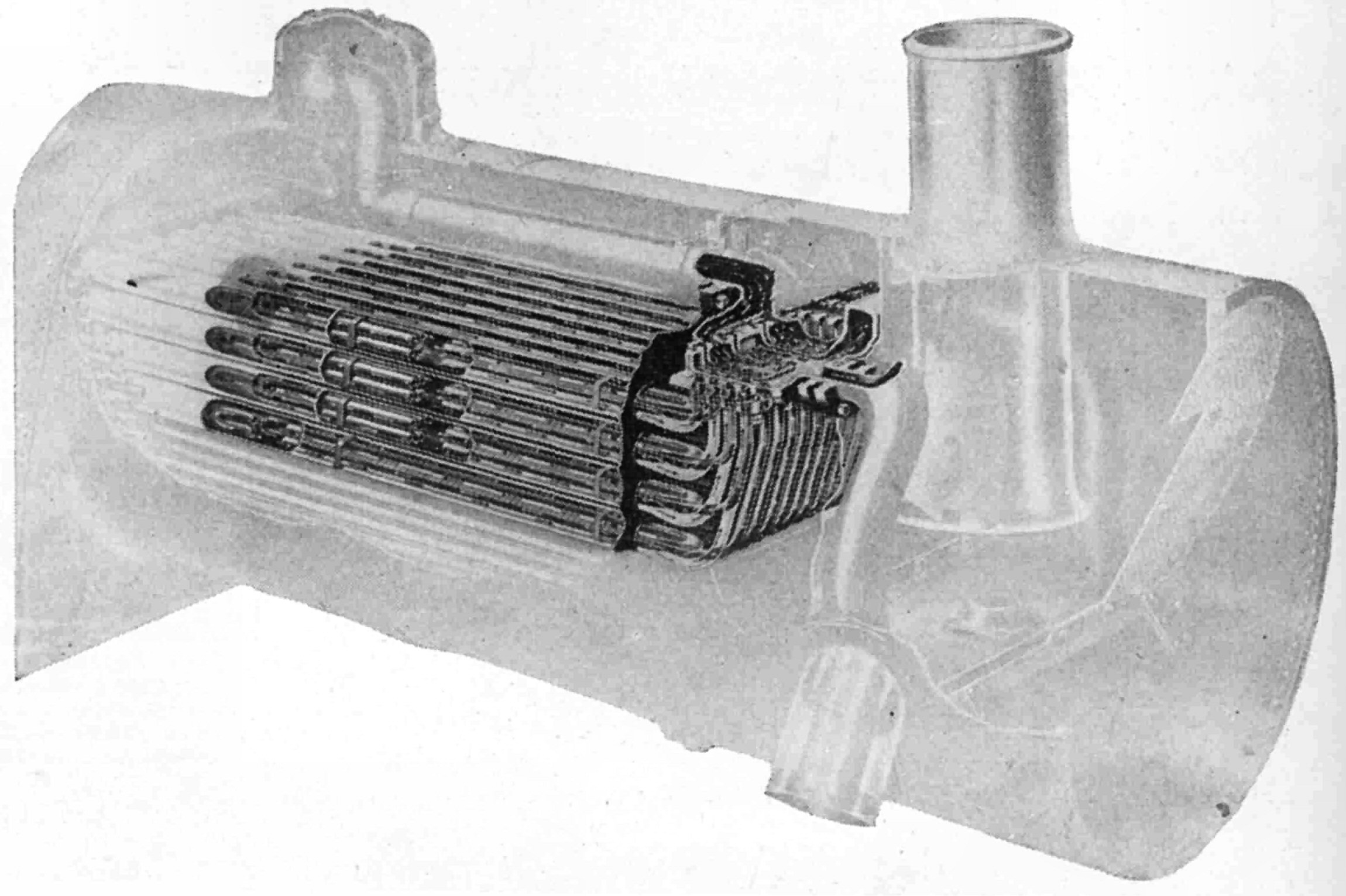
Umístění článků přehřívače v trubkách kotle parní lokomotivy

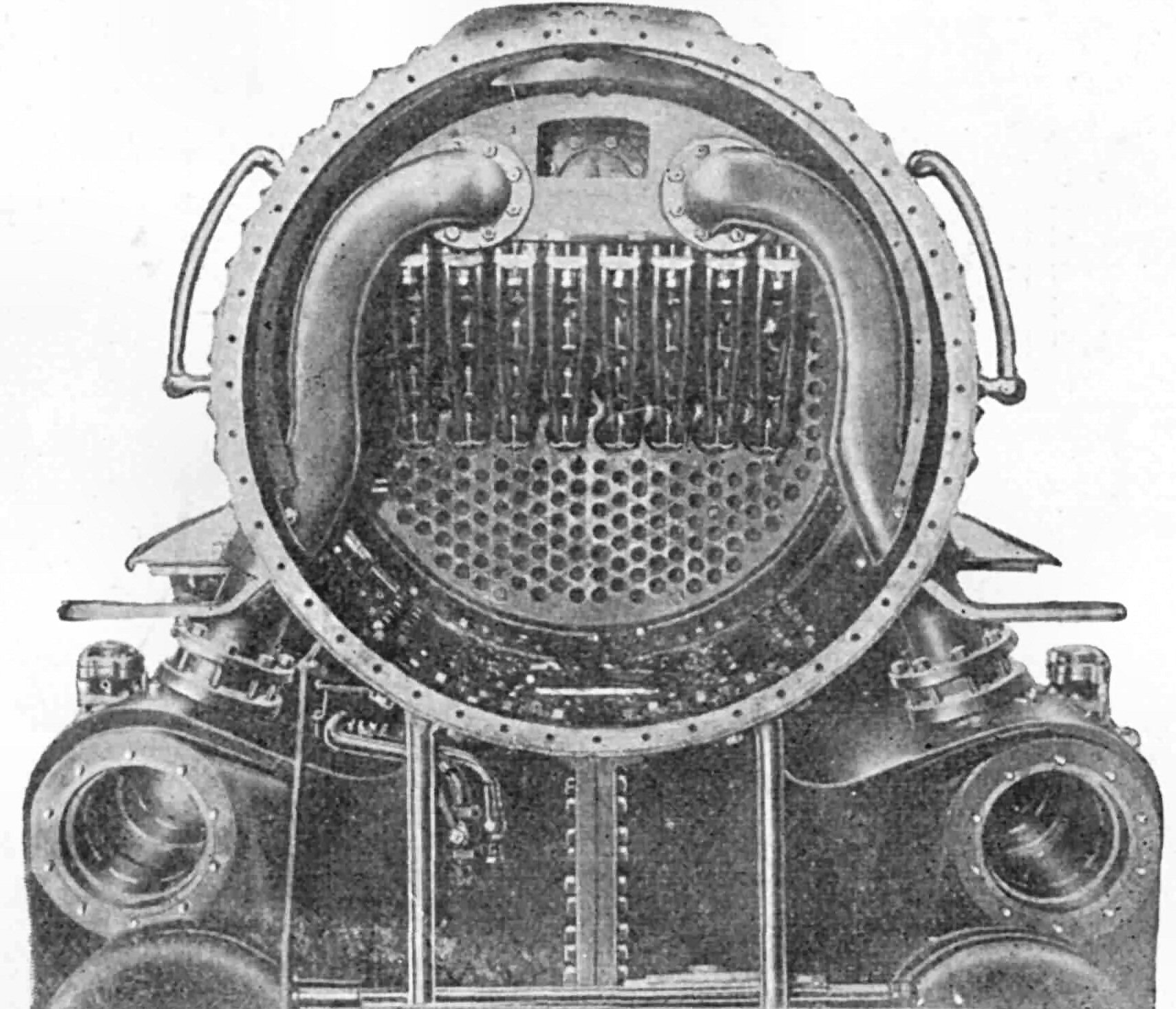
Pohled do dýmnice lokomotivy s přehřívačem. V horní polovině kotle jsou trubky s větším průměrem. Do nich jsou vložené přehřívačové články. Velké trubky po stranách vedou páru od přehřívače k šoupátkovým komorám válců.
Z dýmnice na obrázku je vymontována dyšna, aby byl přehřívač lépe vidět.

Přehřívač páry je zařízení parního kotle, sloužící ke zvyšování teploty vyrobené syté páry.
Z běžného parního kotle se získává sytá pára, neboli pára o stejné teplotě, jakou má při stejném tlaku vřící voda. Při tlacích mezi 10 a 20 bary je to pára o teplotě kolem 200°C. Pokud se podaří tuto teplotu zvýšit, projeví se to při stejném tlaku zvýšením objemu získané páry. Energie na zvýšení teploty je proti energii potřebné k získání stejného objemu páry varem vody nepatrná. Pára se navíc přehřátím vysuší, takže nehrozí ani rozbití parního stroje strženou vodou.
Proto byly v průběhu vývoje lokomotivních parních kotlů vynalezeny nejprve sušiče a později mnohem dokonalejší přehřívače páry. Jedná se o soustavu trubek, kterými prochází vyrobená pára před upotřebením v parním stroji. Teplota páry se v nich běžně zvyšuje o několik set stupňů. Tím se zvýší objem kotlem vyrobené páry o desítky procent.
Přehřívač páry u lokomotivního parního kotle je složen z článků, vložených do kouřových trubek. Články jsou tvořeny smyčkami trubek o malém průměru, vloženými do kouřových trubek, kterými proudí spaliny z topeniště do dýmnice. Způsob umístění je patrný z obrázku.
Současné trubnaté parní kotle (například v tepelných elektrárnách) obvykle zvláštní přehřívač páry nemají, protože jeho funkci plní kotel již ze své konstrukční podstaty.